# 长征街道 (辽阳市)
长征街道，是中华人民共和国辽宁省辽阳市宏伟区下辖的一个乡镇级行政单位。2020年4月，将长征街道、光华街道和新村街道鹏程园社区、火炬街社区合并，命名为长征街道。调整后长征街道北至联运街(与曙光镇交界)，南至工农大街，东至东环路(含辽化公司热电厂)，西至健康路。

## 行政区划
长征街道下辖以下地区：
长征路社区、天井园社区和东方路社区。
2020年4月调整后的长征街道下辖：长征路、天井园、东方路、鹏程园、火炬街、富华、仙鹤湖、美林园8个社区。